# Robert Iler
Robert Michael Iler (nascido em 2 de março de 1985) é um ator americano, conhecido por protagonizar A.J. Soprano em The Sopranos no qual ficou no ar no HBO de 1999 a 2007.

## Infância
Iler nasceu em New York City e é de ascendência irlandesa.

## Carreira
Iler apareceu no vídeo para o single de Marilyn Manson's  "Dope Hat" (1995). 
Em meados de 1997, ele começou a aparecer em comerciais para o Pizza Hut, e a assistir a três ou quatro audições por semana . Ele também apareceu em Saturday Night Live e em partes de alguns filmes, mas nada que o trouxe grande reconhecimento. E foi então que ele ganhou o papel de A.J. Soprano, o filho de Tony Soprano, no drama da HBO The Sopranos, no qual ficou no ar de 1997 a 2007. Em maio de 2001, ele começou a estudar em casa para sua educação.

## Problemas legais
Em julho de 2001, Iler foi detido pelo assalto armado de dois turistas brasileiros e por possessão de maconha. Ele confessou ser culpado de uma única acusação de roubo e recebeu três anos de liberdade condicional.
Ele estava presente em 23 de outubro de 2005 quando o clube de poker clandestino, Ace Point, foi invadido pela polícia.

## Filmografia
- The Tic Code (1999) como Denny Harley
- The Sopranos (1999–2007) como A.J. Soprano
- Oz (1997–2003) como Contestante de Game Show: Quarta Temporada, Episódio 16
- Tadpole (2002) como Charlie
- Daredevil (2003) como Bully #1
- Law & Order: Special Victims Unit (2004) Quinta Temporada, Episódio 17 "Mean" como Troy Linsky
- The Dead Zone (2004) Terceira Temporada, Episódio 9  "Cliclo de Violência" como Derek  Rankin
- Law & Order (2009) Décima Nona Temporada, Episódio 11 "Lucky Stiff" como Chad Klein